# Parroquia Los Encuentros (Zamora Chinchipe)

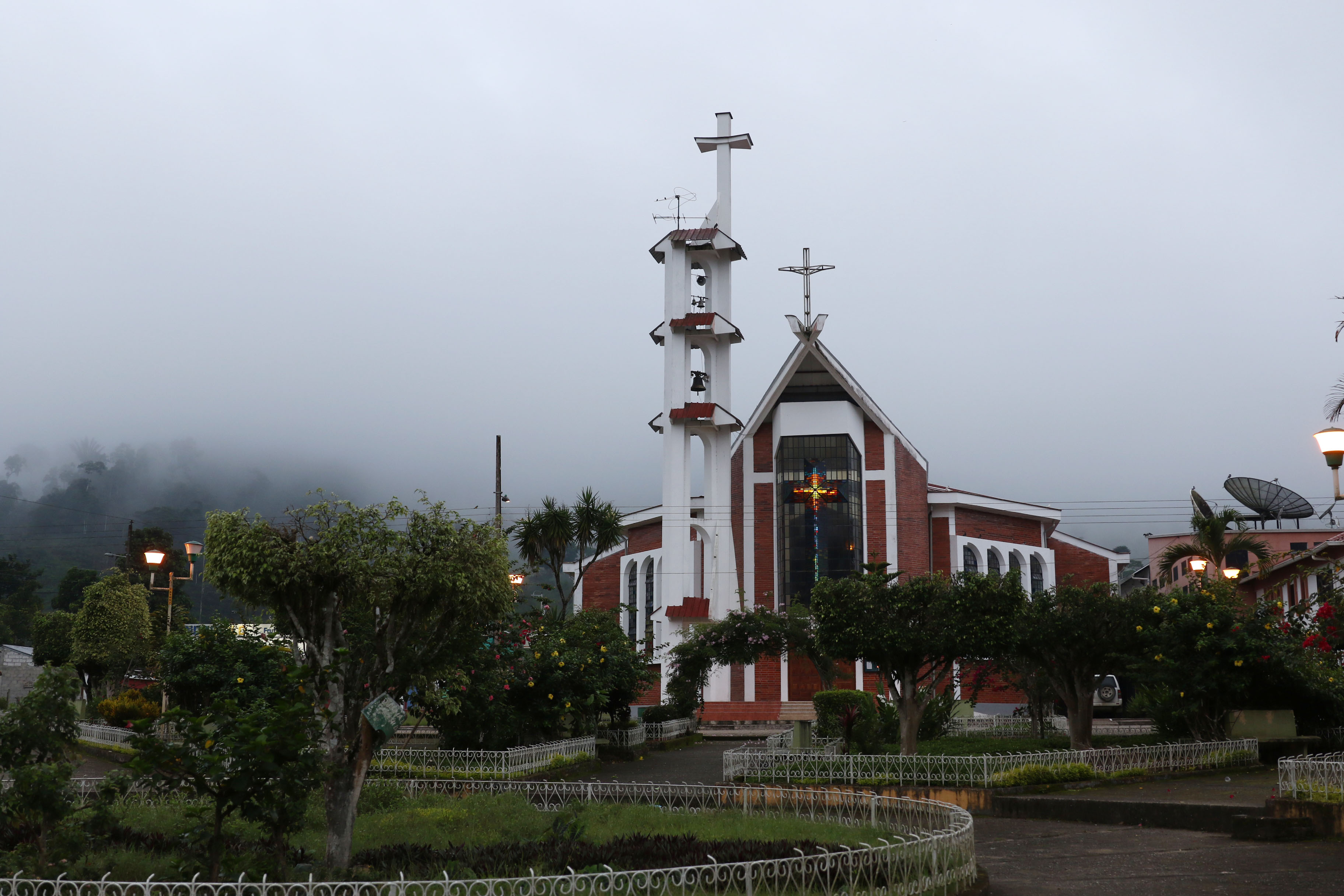
Iglesia y parque central de la parroquia, en 2016.

Nombre completo= Santa Ana de Los Encuentros 

La parroquia Los Encuentros es una parroquia en el cantón Yantzaza, provincia de Zamora Chinchipe fundada por Agustín Isidro Gómez Ortega. Llamase así por estar cerca de la convergencia de los ríos Zamora y Nangaritza. 
La parroquia es conocida por ser el punto de partida y acceso hacia las expediciones en la maravillosa Cordillera del Cóndor, por medio de una carretera que conduce hasta el destacamento militar de Paquisha alto Durante el trayecto se puede apreciar la jardinería local de los habitantes en los barrios Jardín del Cóndor y El Zarza. En El Zarza, el cultivo, la ganadería y la minería son sus principales actividades.
También existe el puerto fluvial "las cariñosas", donde se encuentran varias canoas a motor que sirven para descender por el Río El Zarza hacia una meseta natural y recorrer junto a turistas, los maravillosos, místicos, sobrenaturales, megadiversos en flora y avifauna,en sus orillas se divisa hombres mineros en busca de oro  bosques primarios de la Cordillera del Cóndor.